# Unia Słupczan
Unia Słupczan - stowarzyszenie regionalne utworzone 15 marca 1999 roku w Słupcy. Od 2005 roku posiada status organizacji pożytku publicznego. Wielokrotnie organizowało festyny i imprezy plenerowe dla mieszkańców miasta, bale unii słupczan, a także rajdy terenowe oraz rajdy na torze samochodowym w Piotrowicach pod Słupcą. Przewodniczący stowarzyszenia, Marian Banaszak został w 2002 roku burmistrzem miasta.